# 小塩津町
小塩津町（こしおづちょう）は、愛知県田原市の地名。51の小字が設置されている。

## 地理
旧渥美町南部に位置する。東は和地町、西は堀切町、南は太平洋に接する。

### 字一覧
字名は以下の通りである。
| - 油田（あぶらでん） - 為原（いはら） - 後山（うしろやま） - 右善坊構（うぜんぼうがまえ） - 右善坊下（うぜんぼうした） - 内荒古（うちあらこ） - 大切（おおぎれ） - 大沢（おおさわ） - 風返（かざかえし） - 神子田（かみこでん） - 上馬越（かみまごえ） - 萱畑（かやばた） - 唐沢（からさわ） - 北荒古（きたあらこ） - 北田新田（きただしんでん） - 首利西沢（くびりにしざわ） - 首利東沢（くびりひがしざわ） | - 首利跨戸（くびりまたきと） - 郷田（ごうだ） - 坂下（さかした） - 里瀬古（さとぜこ） - 沢（さわ） - 下ダレ（しただれ） - 下馬越（しもまごえ） - 下武者詰（しもむしゃづめ） - 甚太夫（じんだゆう） - 新田（しんでん） - 先祖畑（せんぞばた） - 出口（でぐち） - 寺道（てらみち） - 中荒古（なかあらこ） - 中瀬古（なかぜこ） - 中村（なかむら） - 南原（なんばら） | - 西坂下（にしさかした） - 西瀬古（にしぜこ） - 西原（にしはら） - 八幡下（はちまんした） - 東三反田（ひがしさんたんだ） - 東瀬古（ひがしぜこ） - 藤尾（ふじお） - 馬越山（まごえやま） - 丸池（まるいけ） - 南荒古（みなみあらこ） - 南三反田（みなみさんたんだ） - 南田新田（みなみだしんでん） - 宮構（みやがまえ） - 宮西（みやにし） - 宮東（みやひがし） - 宮前（みやまえ） - 山井戸（やまいど） |

## 歴史
日吉神社に残る古記録によると、古代において当地は灘崎と称する集落であったが、天長年間にあった地震で集落の半数が水没したために、北へ移転し、地名を改めたという。

### 沿革
- 鎌倉時代 - 三河国渥美郡伊良胡御厨において胡塩土という地名がみられる[7]。
- 江戸時代 - 幕府領の小塩津村として所在[7]。
- 寛永2年 - 旗本清水氏の知行地となる[7]。
- 寛永17年 - 再び幕府領となる[7]。
- 天和元年 - 志摩国鳥羽藩領となる[7]。
- 享保10年 - 幕府領となる[7]。
- 安永元年 - 遠江国相良藩領となる[7]。
- 天明2年 - 上総国大多喜藩および旗本本多氏の相給となる[7]。
- 天明5年 - 幕府および旗本諏訪氏・本多氏の相給となる[7]。
- 1889年（明治22年） - 合併に伴い、伊良湖村大字小塩津となる[7]。
- 1890年（明治23年） - 合併に伴い、堀切村大字小塩津となる[7]。
- 1906年（明治39年） - 合併に伴い、伊良湖岬村大字小塩津となる[7]。
- 1955年（昭和30年） - 合併に伴い、渥美町大字小塩津となる[7]。

## 世帯数と人口
2015年（平成27年）10月1日現在の世帯数と人口は以下の通りである。
| 町丁     | 世帯数  | 人口  |
| -------- | ------- | ----- |
| 小塩津町 | 157世帯 | 614人 |

### 人口の変遷
国勢調査による人口の推移
| 2005年（平成17年） | 663人 | [ 8 ] |  |
| 2010年（平成22年） | 644人 | [ 9 ] |  |
| 2015年（平成27年） | 614人 | [ 2 ] |  |

## 学区
市立小・中学校に通う場合、学区は以下の通りとなる。また、公立高等学校に通う場合の学区は以下の通りとなる。
| 番・番地等 | 小学校                 | 中学校             | 高等学校 |
| ---------- | ---------------------- | ------------------ | -------- |
| 全域       | 田原市立伊良湖岬小学校 | 田原市立福江中学校 | 三河学区 |

## 施設
- 総合体育館[5]
- 日吉神社[5]
- 曹洞宗正福寺[5]
- 高橋正作の墓[5]
- 田原市立伊良湖岬小学校[12]

## 史跡
- 皿焼古窯跡群[5]
- 大納言烏丸資任の荘官馬場氏の居館跡[5]

## その他

### 日本郵便
- 郵便番号 : 441-3626[3]（集配局：渥美郵便局[13]）。